# Liste der Kreisstraßen im Landkreis Vechta

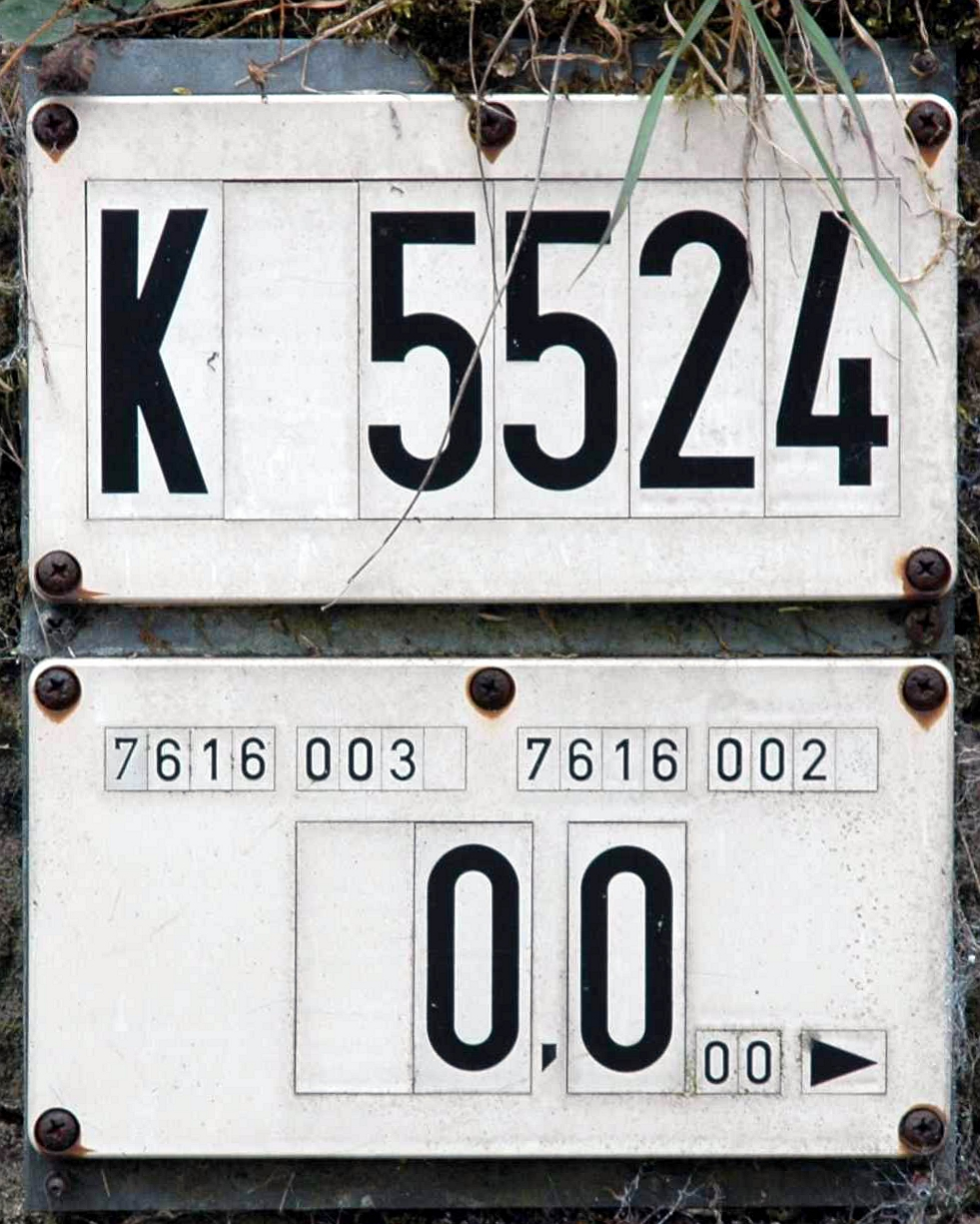
Stationszeichen

Die Liste der Kreisstraßen im Landkreis Vechta führt alle Kreisstraßen im niedersächsischen Landkreis Vechta auf.

## Abkürzungen
- K: Kreisstraße
- L: Landesstraße

## Liste
Nicht vorhandene bzw. nicht nachgewiesene Kreisstraßen werden in Kursivdruck gekennzeichnet, ebenso Straßen und Straßenabschnitte, die unabhängig vom Grund (Herabstufung zu einer Gemeindestraße oder Höherstufung) keine Kreisstraßen mehr sind. 
Der Straßenverlauf wird in der Regel von Nord nach Süd und von West nach Ost angegeben.
| Nr.   | Verlauf |
| ----- | --- |
| K 245 | L 880 – Meyerhöfen – L 873 |
| K 247 | L 873/L 880 in Visbek – Hogenbögen – Rechterfeld – K 253 – Kreisgrenze – (K 247 im Landkreis Oldenburg)                                 |
| K 248 | (K 248 im Landkreis Oldenburg) – Kreisgrenze – Einen – L 882 in Goldenstedt                                                             |
| K 250 | L 882 in Ellenstedt – K 290 – L 880/L 882 in Goldenstedt                                                                                |
| K 252 | L 873/L 880 in Visbek – K 334 – … – K 334 – Astrup – K 253 in Norddöllen                                                                |
| K 253 | K 247 in Rechterfeld – K 290 – Bonrechtern – Wöstendöllen – L 880 – Norddöllen – K 252 – Lutten – K 254 – L 881 in Amerbusch            |
| K 254 | in Langförden – Holtrup – K 334 – Westerlutten – Lutten – K 253 – Timpen – L 881                                                        |
| K 256 | in Langförden – K 257 – in Langförden                                                                                                   |
| K 257 | (K 257 im Landkreis Cloppenburg) – Kreisgrenze – Deindrup – Spreda – K 258 – K 256 in Langförden                                        |
| K 258 | K 257 in Spreda – K 259 – Bakum – L 842 – L 843 – K 262 – L 861 in Märschendorf                                                         |
| K 259 | K 258 – Calveslage – |
| K 260 | L 837 in Vestrup – Hausstette – L 843 – K 262 – K 266 – Carum – L 845                                                                   |
| K 262 | K 260 – K 258 |
| K 263 | L 861 – L 845 in Lohne (Oldenburg) |
| K 264 | L 848 – Nordlohne – L 846 – Brägel – L 846 – Lohne (Oldenburg)                                                                          |
| K 265 | L 846 in Lohne (Oldenburg) – Kreisgrenze – (K 30 im Landkreis Diepholz)                                                                 |
| K 266 | K 260 – L 861 in Dinklage |
| K 267 | L 849 in Dinklage – Kreisgrenze – (K 153 im Landkreis Osnabrück)                                                                        |
| K 268 | L 849 in Dinklage – K 269 – Klein Brockdorf – K 270 – Mühlen – L 846 – Ehrendorf – K 289 – L 850 in Kroge                               |
| K 269 | L 849 – K 268 – Klein Brockdorf – Brockdorf – L 845                                                                                     |
| K 270 | – Ihorst – K 268 – |
| K 271 | – Holthausen – Lehmden – Haverbeck – Langenteilen – K 272 – L 853 – Dümmerlohausen – Dümmer                                             |
| K 272 | L 853 in Damme – Bokern – Bergfeine – Osterfeine – K 273 – K 271                                                                        |
| K 273 | L 846 in Damme – Borringhausen – Kemphausen – Rüschendorf – K 322 – Dümmerlohausen – L 853 – K 272 in Osterfeine                        |
| K 274 | L 846 in Steinfeld (Oldenburg) – Langenberg – L 851 – Diekhausen – Gramke – K 276                                                       |
| K 275 | L 842 in Fladderlohausen – Fladder – Kreisgrenze – (K 139 im Landkreis Osnabrück) – Kreisgrenze – Wenstrup – L 852 – Schierberg – K 276 |
| K 276 | L 76 – Neuenkirchen – K 277 – K 335 – Grapperhausen – K 275 – K 274 – L 851 in Damme                                                    |
| K 277 | K 276 in Neuenkirchen – Wahlde – Ossenbeck – L 846 in Damme                                                                             |
| K 278 | L 846 in Neuenwalde – Rottinghausen – K 279 – L 80 in Südfelde                                                                          |
| K 279 | L 846 in Damme – Sierhausen – K 278 |
| K 280 | (K 280 im Landkreis Cloppenburg) – Kreisgrenze – L 845                                                                                  |
| K 289 | in Steinfeld (Oldenburg) – K 268 in Ehrendorf                                                                                           |
| K 290 | K 253 in Rechterfeld – K 250 in Ellenstedt                                                                                              |
| K 303 | L 842 in Bakum – L 843 |
| K 308 | L 873 – Hagstedt – |
| K 322 | K 372 in Rüschendorf – Kreisgrenze – (K 422 im Landkreis Osnabrück)                                                                     |
| K 334 | K 252 in Visbek – K 252 – Holtrup – K 254 – L 881                                                                                       |
| K 335 | (K 140 im Landkreis Osnabrück) – Kreisgrenze – L 852 – K 276 in Neuenkirchen                                                            |
| K 354 | (K 354 im Landkreis Cloppenburg) – Kreisgrenze – L 843 in Lüsche                                                                        |